# ヴァスコ・ダ・ガマ (装甲艦)
| リスボン博物館の竣工当時のヴァスコ・ダ・ガマの模型 | |
| 艦歴                                               | |
| 発注                                               | テムズ鉄工造船所 |
| 起工                                               | 1875年 |
| 進水                                               | 1875年12月 |
| 就役                                               | 1887年4月 |
| 退役                                               | |
| その後                                             | 1900年～1903年にイタリアで近代改装実施。 |
| 除籍                                               | 1935年 |
| 性能諸元（竣工時）                                 | |
| 排水量                                             | 常備：2,100トン 満載：2,420トン |
| 全長                                               | 60.96m |
| 全幅                                               | 12.19m 14.17m（砲郭部） |
| 吃水                                               | 5.78m |
| 機関                                               | 型式不明石炭専焼缶-基 +レシプロ機関2基2軸推進 |
| 最大 出力                                          | 3,200hp |
| 最大 速力                                          | 13.5ノット（機関航行時） |
| 航続 距離                                          | 常備：10ノット/1,800海里 満載10ノット/3,500海里 |
| 乗員                                               | 150名 |
| 兵装                                               | クルップ 1872年型 26cm（20口径）後装填式単装砲2基 クルップ 1875年型 15cm（25口径）単装砲1基 カネー 1862年型 9ポンド：6.5ｃｍ（-口径）単装砲4基 |
| 装甲                                               | 鉄製 舷側：102～229mm 甲板：なし 砲郭部：152～254mm 司令塔：-mm |
| 近代化改装後のヴァスコ・ダ・ガマ                   | |
| 性能諸元（1903年改装後）                           | |
| 排水量                                             | 常備：2,900トン 満載：3,300トン |
| 全長                                               | 71.3m |
| 全幅                                               | 12.28m |
| 吃水                                               | 6.27m |
| 機関                                               | ヤーロー式石炭専焼水管缶6基 +三段膨張式レシプロ機関2基2軸推進 |
| 最大 出力                                          | 6,000hp |
| 最大 速力                                          | 15.5ノット |
| 航続 距離                                          | 12ノット/3,500海里（石炭：300トン） |
| 乗員                                               | 259名 |
| 兵装                                               | アームストロング 1895年型 20.3cm（40口径）単装砲2基 アームストロング 1895年型 15.2cm（45口径）単装速射砲1基 アームストロング 1888年型 12ポンド：7.62cm（40口径）単装速射砲1基 9ポンド：7.62cm単装砲4基 オチキス 1886年型 4.7cm（43口径）単装機砲6～8基 |
| 装甲                                               | 鋼製 舷側：102～254mm 甲板：75mm（最厚部） 主砲防盾：203mm（最厚部） 司令塔：-mm |

ヴァスコ・ダ・ガマ (Couraçado Vasco da Gama) はポルトガル海軍の装甲艦で同型艦はない。艦名はポルトガルの偉人ヴァスコ・ダ・ガマに因む。

## 艦形

### 竣工時
本艦の基本構造は木造で、平甲板型船体に3本の帆走用マストと一本煙突を持つ装甲コルベットとしてイギリスで建造された。

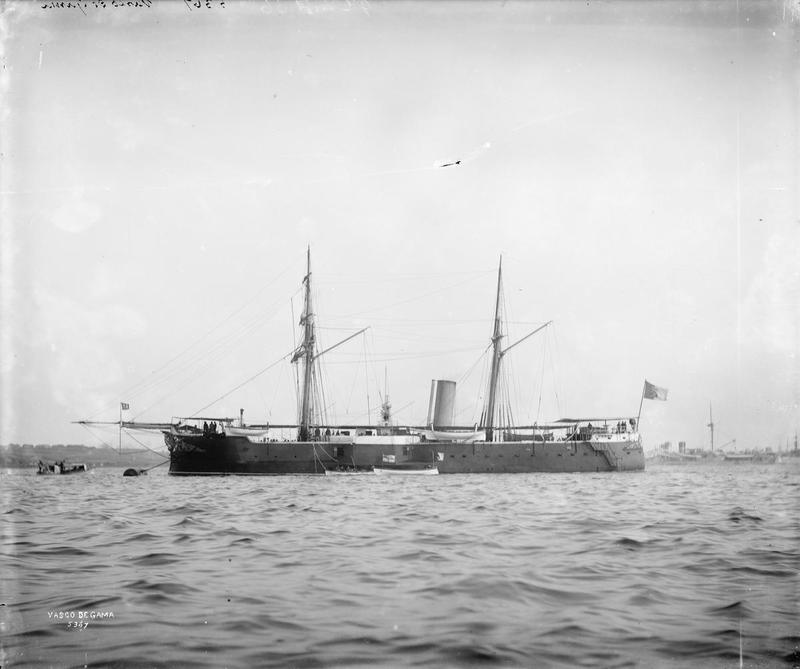
就役時の本艦。

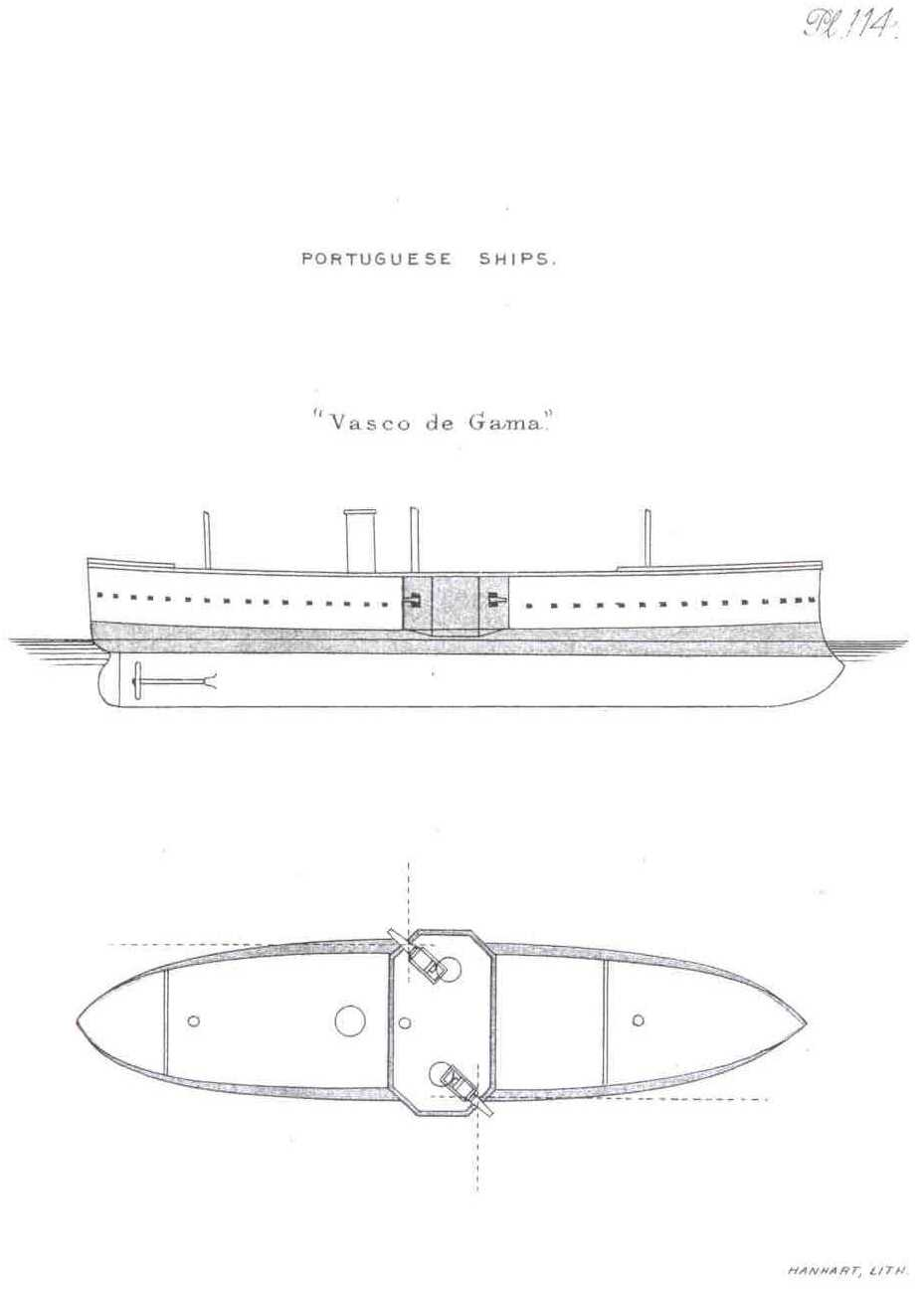
本艦の武装・装甲配置を示した図。

水面下に衝角を持つ艦首甲板上に前部マストが1本、船体中央部に152mmから254mmの装甲板をリベットで組み立てられた砲廓（ケースメート）を持ち、その中にクルップ社製「26cm（20口径）後装砲」を単装砲架で2基を配置した。この砲は重量270kgの砲弾を最大射程12,100mまで届かせることができた。本艦の砲廓は上方から見て横に長い八角形をしており、左右の斜め前と斜め後ろに砲門が開けられ、床面に設けられたレールで砲架を移動させる事により前後左右に最大2門を向ける事ができた。砲郭部の上部には副砲の「15cm（25口径）後装填式砲」が防盾の付いた単装砲架で1基と操舵艦橋があり、その後ろに1本煙突と中部マストが立ち、舷側部に「カネー 9ポンド：6.5cm後装填式砲」が単装砲架で片舷2基ずつ計4基が配置され、後部甲板上に後部マストが立てられた。後部甲板の艦尾側は艦長室が設けられ、水面下には2軸の推進軸に付いた4枚羽のスクリュープロペラに挟まれる様に1枚舵が配置された。水線部の艦首尾部には102mm装甲を、船体中央部には229mmの装甲が貼られ、その上の非防御区画には舷窓が砲郭部を挟むように壁面に付けられた。

### 近代化改装

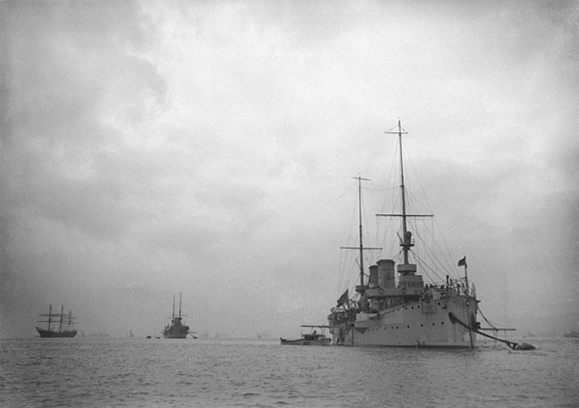
艦首から撮られた近代化改装後の本艦。スポンソンに設けられた8インチ砲の配置が良く判る写真。

竣工後の1900年から本艦はイタリアのオルランド社にて近代化改装を受けた。改装の要目は機関の換装と砲郭部の撤去に伴う火砲の更新、船体の延長工事などの大規模な物であった。機関の換装に伴う航続性能の向上により、旧来の帆走設備は廃止されて艦容は近代化された。
改装前と同じく水面下に衝角の付く艦首から両脇に船橋を持ち、上部に露天の見張り所を持つ密閉型の箱形艦橋が新設され、その後部に上部に探照灯台・中部に見張り台が設けられた単脚式の前檣が立つ。砲郭部のあった部分は張り出し（スポンソン）に変わり、そこに主武装として「アームストロング 1895年型 20.3cm（40口径）単装砲」が防盾の付いた単装砲架で片舷1基ずつ計2基が配置された。船体中央部の煙突の本数は1本から2本となり、周囲には大小様々な煙管型の通風筒が立てられた。

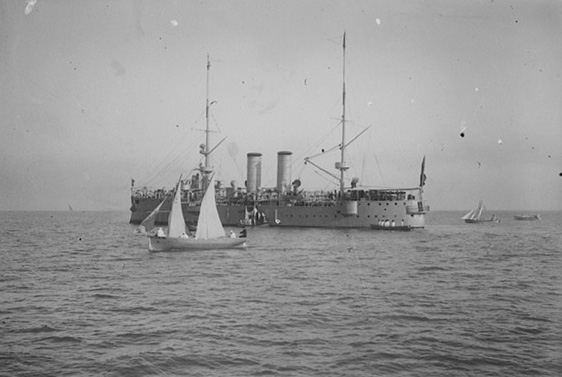
側面から撮られた近代化改装後の本艦。

舷側甲板上は艦載艇置き場となり、艦載艇は舷側部に2本1組のボート･ダビッドが片舷2組の計4組と、単脚式の後檣の基部に付いたジブ・クレーン1基により運用された。後檣の後部に後部探照灯台が設置され、後部甲板上に副砲として「アームストロング 1895年型 15.2cm（45口径）速射砲」が防盾の付いた単装砲架で後向きに1基が配置された。船体後部の艦長室は壁面に新たにスタンウォーク（Stern Walk ）が新設された。他に近接戦闘用に「アームストロング 1888年型 12ポンド：76.2cm（40口径）速射砲」が防盾の付いた単装砲架で艦首甲板中央に1基、艦首と艦尾の両舷側に1基ずつの計5基が配置された。
この武装配置により艦首方向に20.3cm砲2門と7.62cm砲1門が、艦尾方向に20.3cm砲2門と15.2cm砲1門が、左右方向には20.3cm砲1門と15.2cm砲1門と76.2cm砲3門が指向できた。この改装により満載排水量は1千トン近く増大し、ポルトガル海軍の分類では装甲巡洋艦（cruzador-couraçado）に類別変更された。

## 艦歴
本艦の主要任務はリスボンの海上防衛であったが、遠くマカオへの植民地警備任務にも就いた。第一次世界大戦中は連合国側に属しフランス及びアフリカへ軍隊を輸送する船団の護衛任務に就いた。1935年に除籍された。
イギリスのテムズ鉄工造船所で1875年に起工。1876年12月に進水し、1878年に竣工した。
1897年6月26日、ヴァスコ・ダ・ガマはスピットヘッドで開催された、ヴィクトリア女王のダイヤモンド・ジュビリーを祝う観艦式に参加した。
1901年からリヴォルノのオルランド造船所で大規模な改装を実施。1903年に完了した。
1907年8月27日、艦上でガス爆発がおき負傷者が出た。
1913年4月の政情不安の際、クーデター計画に関与しているとしてヴァスコ・ダ・ガマ乗員の一部が排除された。1915年5月14日にはヴァスコ・ダ・ガマでは反乱した乗員が艦長を殺害してリスボンを砲撃し、それにより約100人が死亡した。
予算不足で代艦が確保できなかったことから、ヴァスコ・ダ・ガマは少なくとも1914年まではポルトガル海軍の旗艦であった。その後も1935年までは艦隊にとどまり、それから売却され解体された。

## 参考図書
- 「Conway All The World's Fightingships 1860-1905」（Conway）
- 「Conway All The World's Fightingships 1906–1921」（Conway）